# Darwin Correa
Darwin Correa, vollständiger Name Darwin Mauricio Correa Kaminski, (* 23. August 1977 im Departamento Soriano) ist ein uruguayischer Kanute.
Der 1,72 Meter große Correa entstammt dem Club de Pesca San Salvador y Náutico Dolores in Dolores. Er startete bei den XV. Südamerikanischen Kanumeisterschaften 1997 im Einer- und im Zweier-Canadier an der Seite von Juan Gutierrez. Im Einer und im Zweier wurde er über 200 Meter (C1) jeweils Dritter. Auch auf der 1000-Meter-Strecke belegte er im Einer und im Zweier ebenso wie auf der 500-Meter-Strecke im C2 den dritten Platz. Correa nahm mit Uruguays Mannschaft an den Südamerikaspielen 1998 in Ecuador teil. 2001 war er Uruguayischer Meister im C1 über 200 Meter, 500 Meter und 1000 Meter. Bei den Südamerikaspielen 2002 in Brasilien holte er jeweils die Bronzemedaille im K1 und im C1 über die 1000-Meter-Distanz. Im Jahr 2003 gewann er im Einer-Canadier über die Distanz von 1000 Metern die Bronzemedaille bei den Panamerikanischen Spielen in Santo Domingo. Auch war Teil des uruguayischen Aufgebots bei den Olympischen Sommerspielen 2004 in Athen. Dort startete er über die 500 Meter- und die 1000-Meter-Strecke im Einer-Canadier und erreichte jeweils das Halbfinale. Bei den Südamerikaspielen 2006 gewann er zwei weitere Bronzemedaillen über die 500-Meter- und die 1000-Meter-Distanz.

## Erfolge (Auszug)
- 1997: Südamerikanische Kanumeisterschaften – 5× Bronze (C1: Einer und Zweier, 200 m; Einer und Zweier, 1000 m; C2: 500 m)
- 2001: Uruguayischer Meister (C1: 200 m, 500 m und 1000 m)
- 2003: Panamerikanische Spiele – Bronze (Einer-Canadier: 1000 m)
- 2006: Südamerikaspiele – 2× Bronze (C1: 500 m + 1000 m)